# Палкінська волость
Палкінська волость — історична адміністративно-територіальна одиниця Краснинського повіту Смоленської губернії з центром у селі Палкіно.
Станом на 1885 рік складалася з 20 поселень, 13 сільських громад. Населення — 2970 осіб (1420 чоловічої статі та 1550 — жіночої), 336 дворових господарств.
|                     | Площа, десятин | У тому числі орної, дес. |
| ------------------- | -------------- | ------------------------ |
| Сільських громад    | 3790           | 2552                     |
| Приватної власності | 6963           | 1628                     |
| Іншої власності     | 93             | 60                       |
| Загалом             | 10846          | 4240                     |

Найбільше поселення волості станом на 1885:
- Палкіно — колишнє власницьке село за 12 верст від повітового міста, 138 осіб, 20 дворів. За 3 версти — православна церква, водяний млин. За 6 верст — православна церква. За 7 верст — винокурний завод. За 8 верст — православна церква.